# Helen of Troy (album)
Helen of Troy è un album discografico in studio del musicista gallese John Cale, pubblicato nel novembre del 1975.

## Il disco
L'album è stato pubblicato nel 1975 senza il consenso di Cale, che lo riteneva non finito. Dopo la spedizione della prima edizione, la Island Records nella successiva ha sostituito il brano Leaving It Up to You con Coral Moon, perché l'altra traccia faceva riferimento all'assassinio di Sharon Tate, moglie del regista Roman Polański, uccisa nel 1969 dai seguaci di Charles Manson. L'episodio ha portato alla separazione tra la Island e Cale e a un selvaggio attacco a Cale e a Brian Eno da parte dei mass media.
I brani del disco furono registrati al Sound Techniques di Londra, Inghilterra.
Il brano Pablo Picasso è una cover dei The Modern Lovers.

## Tracce
Brani composti da John Cale, eccetto dove indicato
Lato A
1. My Maria – 3:48
2. Helen of Troy – 4:18
3. China Sea – 2:30
4. Engine – 2:45
5. Save Us – 2:20
6. Cable Hogue – 3:30

Lato B
1. I Keep a Close Watch – 3:27
2. Pablo Picasso – 3:21 (Jonathan Richman)
3. Leaving It up to You[1] – 2:15
4. Baby What You Want Me to Do – 4:48 (Jimmy Reed)
5. Sudden Death – 4:37

Edizione LP del 1975, pubblicato dalla Island Records (ILPS 9350)
Brani composti da John Cale, eccetto dove indicato
Lato A
1. My Maria – 3:48
2. Helen of Troy – 4:18
3. China Sea – 2:30
4. Engine – 2:45
5. Save Us – 2:20
6. Cable Hogue – 3:30

Lato B
1. I Keep a Close Watch – 3:27
2. Pablo Picasso – 3:21 (Jonathan Richman)
3. Coral Moon – 2:19
4. Baby What You Want Me to Do – 4:48 (Jimmy Reed)
5. Sudden Death – 4:37

Edizione CD del 1994, pubblicato dalla Island Records (IMCD 177)
Brani composti da John Cale, eccetto dove indicato
1. My Maria – 3:52
2. Helen of Troy – 4:20
3. China Sea – 2:32
4. Engine – 2:47
5. Save Us – 2:22
6. Cable Hogue – 3:32
7. I Keep a Close Watch – 3:29
8. Pablo Picasso – 3:23 (Jonathan Richman)
9. Coral Moon – 2:18 – Bonus Track
10. Baby What You Want Me to Do – 4:51 (Jimmy Reed)
11. Sudden Death – 4:39
12. Leaving It up to You – 4:34

Edizione LP del 2008, pubblicato dalla Vinyl Lovers (900273)
Brani composti da John Cale, eccetto dove indicato
Lato A
1. My Maria
2. Helen of Troy
3. China Sea
4. Engine
5. Save Us
6. Cable Hogue
7. Mary Lou – Bonus Track

Lato B
1. I Keep a Close Watch
2. Pablo Picasso (Jonathan Richman)
3. Leaving It up to You
4. Baby What You Want Me to Do (Jimmy Reed)
5. Sudden Death
6. Coral Moon

## Formazione
- John Cale - voce, tastiera, chitarra
- Chris Spedding - chitarra
- Brian Eno - sintetizzatore
- Pat Donaldson - basso
- Phil Collins - batteria
- Timmy Donald - batteria